# 1855
Évszázadok: 18. század – 19. század – 20. század
Évtizedek: 1800-as évek – 1810-es évek – 1820-as évek – 1830-as évek – 1840-es évek – 1850-es évek – 1860-as évek – 1870-es évek – 1880-as évek – 1890-es évek – 1900-as évek
Évek: 1850 – 1851 – 1852 – 1853 –  1854 – 1855 – 1856 – 1857 – 1858 – 1859 – 1860

## Események
- január 26. –  Franciaország szerződést köt a Szárd–Piemonti Királysággal Oroszország ellen.[1]
- április 21. – A chicagói sörlázadás.
- szeptember 8. – A brit és francia csapatok beveszik Szevasztopolt.[2]
- október 15. – Felavatják a világ első Szeplőtelen fogantatásnak szentelt kápolnáját a budaörsi Kő-hegyen.
- november 13. – Érvénytelenítik a jozefinista reformokat Ausztriában, a római katolikus egyház visszanyeri feudális államegyház-pozícióinak egy részét az Osztrák Császárságban.
- december 22. – Grigore Alexandru Ghica rendeletével Moldvában megszűnik a cigány rabszolgaságot.[3][4]

## Az év témái

### 1855 az irodalomban
- január 13. (Julián naptár szerint január 1. Megjelenik a România literară tudományos, történelmi és irodalmi folyóirat első száma.[5]
- Friedrich Reinhold Kreutzwald (1803–1882) észt költő elkészül az észt nemzeti eposz, a Kalevipoeg végleges változatával.[forrás?]

### 1855 a tudományban
- október 9. – Isaac Singer szabadalmaztatja a motoros varrógépet.

### 1855 a vasúti közlekedésben
- december 24. – Elkészül a Győr és Királyhida (ma Bruck a. d. Leitha; Ausztria) közötti vasútvonal.
- az év folyamán – Megnyílik a panamai vasútvonal.[6]

## Születések
- január 17. – Alpár Ignác, műépítész († 1928)
- január 27. – Fest Aladár gimnáziumi tanár, igazgató, pedagógiai szakíró, tankerületi főigazgató, királyi tanácsos († 1943)
- február 17. – Otto Liman von Sanders német tábornok, az első világháború alatt az Oszmán Birodalom katonai tanácsadója és az oszmán hadsereg parancsnoka († 1929)
- február 28. – Fischer Lajos császári és királyi főhadnagy († 1892)
- április 9. – Reviczky Gyula, író, költő († 1889)
- május 19. – Bihari Sándor, festőművész († 1906)
- június 1. – Karl von Pflanzer-Baltin osztrák katonatiszt († 1925)
- június 6. – Czóbel Minka, költőnő († 1947)
- június 18. – Kollár Péter, magyarországi szlovén író († 1908)
- augusztus 29. – Stetka Gyula, festőművész († 1925)
- augusztus 30. – Jacobus Henricus van ’t Hoff, fizikokémikus aki a reakciósebesség, a kémiai egyensúly és az ozmotikus nyomás vizsgálatai terén elért kiemelkedő munkásságáért az első kémiai Nobel-díjat kapta 1901-ben († 1911)
- szeptember 1. – Dobó Sándor, színész, színigazgató († 1923)
- szeptember 23. - Ellen Fries svéd történetírónő († 1900)
- október 10. – Hirmann Ferenc ércöntő gyáriparos († 1939)
- október 30. – Aggházy Károly, zeneszerző, zongoraművész, pedagógus († 1918)
- november 5. – Léon Teisserenc de Bort, francia meteorológus, a sztratoszféra felfedezője († 1913)
- november 15. – Bársony István, újságíró, író († 1928)
- november 21. – Ignazio Panzavecchia máltai pap, politikus († 1925)
- december 5. – Clinton Hart Merriam, amerikai zoológus, mammalógus, ornitológus, entomológus, néprajzkutató és természettudós († 1942)
- december 7. – Mágócsy-Dietz Sándor botanikus, az MTA tagja († 1945)

## Halálozások
- január 3. – Pollack Mihály magyar klasszicista építész (* 1773)
- február 15. – Teleki József magyar történetíró, Erdély kormányzója (* 1790)
- március 2. – I. Miklós orosz cár[2]
- április 28. – Pató Pál magyar alszolgabíró, községi jegyző
- május 14. – Stevan Petrović Knićanin szerb tábornok, hadügyminiszter (* 1807)
- július 8. – Brocky Károly festő (* 1807)
- július 30. – Fink Antal császári és királyi vezérőrnagy (* 1795)
- augusztus 11. – Cseresnyés Sámuel református gimnáziumi igazgató-tanár, költő, matematikus (* 1785)
- augusztus 15. – Benke József színész, színigazgató, Laborfalvi Róza apja (* 1781)
- augusztus 17. – Obernyik Károly író, a Tízek Társaságának tagja (* 1814)
- október 5. – Petényi Salamon János magyar természettudós, zoológus, a magyar madártan és őslénytan megalapítója (* 1799)
- november 1. – Balogh Gyula magyar költő (* 1832)
- november 6. – Gaál György magyar műfordító, mesegyűjtő (* 1783)
- november 11. – Søren Aabye Kierkegaard dán filozófus (* 1813)
- november 19. – Vörösmarty Mihály költő, író (* 1800)
- november 19. – Blaskovich János magyar evangélikus lelkész és tanár (* 1777)
- november 26. – Adam Mickiewicz lengyel költő, drámaíró[7] (* 1798)